# Dave Bee
David Benito, conocido artísticamente como Dave Bee (Guadalajara, 17 de junio de 1973-21 de septiembre de 2022), fue un MC y productor musical de rap español, miembro del disuelto grupo Jazz Two.

## Biografía

### Jazz Two
Tras la desintegración de su primer grupo, Dobleache y Dave Bee fundaron el dúo Jazz Two en 1991, con el que se alejaban del estilo hardcore extendido en el panorama español. Durante los inicios del grupo grabaron varias maquetas, que ellos mismos se encargaban de vender.
En 1996 tras la publicación de la maqueta Modus operandi modus vivendi, el sello discográfico Ama Records contactó con el grupo. Fue con este sello con el que publicaron su primer trabajo discográfico bajo el título Representándome, en 1997. También realizaron la grabación de un álbum musical de larga duración, Mínimo, que por problemas del sello no pudo publicarse, este vio la luz en 2002 de la mano del sello Euro17.
Un año después, en 1998, ficharon por la discográfica Avoid Records, con la que grabaron Pura coincidencia, un maxisencillos que sería la introducción a su último trabajo profesional como grupo, Nomon. Ese mismo año, debido a las diferentes ideas musicales de cada uno, el grupo se disolvió y ambos comenzaron sus carreras en solitario.

## Discografía

### Con Jazz Two
- Jazz Two n' la k'sa (1993)
- Yassisbakk!!! (Daddy Fonk at Cha, 1994)
- Modus operandi modus vivendi (Maqueta) (1996)[5]
- Representándome (Maxi) (Full On, 1997)
- Pura coincidencia (EP) (Avoid Records, 1998)
- Nomon (LP) (Avoid Records, 1998)
- Mínimo (LP) (Euro17, 2002) (Inédito, reeditado)

### Con Zemo
- JAZZENMI (EP) (2012)

### En solitario
- "Comunicología vol. 1"  (LP) (Avoid Records, 1997)
- "Comunicología vol. 2"  (LP) (Avoid Records, 1999)
- "Dave beats"
- "El Arquitexto" (LP) (2013)

## Colaboraciones
- Kool DJ X "17 representativos" (1997)
- La Puta Opepé "Chanelance" (2002)
- La Puta Opepé "Los Cuñaos Remezclaos" (2001)